# Lipinka
Lipinka (deutsch Lepinke) ist eine Gemeinde in Tschechien. Sie liegt neun Kilometer nordwestlich von Uničov und gehört zum Okres Olomouc.

## Geographie
Lipinka befindet sich in der Úsovská vrchovina (Ausseer Hügelland) am südlichen Fuße des Bradlo (600 m). Im Süden erheben sich die Hügel Kárník (400 m) und Skalka (425 m). Östlich verläuft die Eisenbahnstrecke Uničov–Šumperk, an der sich bei Nová Hradečná der nächste Bahnhalt befindet.
Nachbarorte sind Obědné im Norden, Horní Libina und Dolní Libina im Nordosten, Nová Hradečná im Osten, Sídliště im Südosten, Pískov im Süden, Klopina im Südwesten, Veleboř im Westen sowie Rohle und Kamenná im Nordwesten.

## Geschichte
Lipinka wurde im Jahre 1371 erstmals urkundlich erwähnt. Der von Wäldern umgebene Ort war früher ein Dorf von Köhlern und Holzfällern.
Nach der Aufhebung der Patrimonialherrschaften kam der Ort 1850 zum Bezirk Litovel. Bis 1880 lautete der tschechische Name des Ortes Lípinka. Im Jahre 1910 wurde Lipinka / Lepinke Teil des Bezirkes Šternberk. 1930 hatte der Ort 377 Einwohner, davon waren 345 Tschechen und 14 Deutsche.
Nach dem Münchner Abkommen wurde der zur tschechischen Sprachinsel gehörige Ort an das Deutsche Reich angegliedert und gehört von 1939 bis 1945 zum Landkreis Sternberg. Im Jahre 1939 hatte das Dorf 369 Einwohner.
Zwischen 1945 und 1960 war Lipinka wieder Teil des Okres Šternberk und wurde nach dessen Auflösung 1961 dem Okres Šumperk zugeordnet. Seit dem 1. Januar 2007 gehört Lipinka zum Okres Olomouc.

## Sehenswürdigkeiten
- Kapelle in Lipinka
- Kočičí skály, Felsformation am Bradlo